# قازاروس آقایان
قازاروس استپانی آقایان (ارمنی: Ղազարոս Ստեփանի Աղայան زاده ۵ آوریل ۱۸۴۰ - درگذشته ۲۰ ژوئن ۱۹۱۱)، آموزگار، داستانسرا، مترجم و شاعر کودکان، قصه پردازی بزرگ بود که برخی او را با هانس کریستیان آندرسن همانند دانسته‌اند.

## زندگی
آقایان از نویسندگان ارمنستان و تفلیس بود که آثارش در نشریه نشریه لوسابر به چاپ می‌رسید. شعرهای قازاروس در کتابی با عنوان «اشعار» با تصویرگری نانوشیان منتشر شد. شعر زیبای «آفتاب» (آرگاک) که کودکان ارمنی سال هاست به شکل آواز جمعی در مدرسه‌ها و کودکستان‌ها می‌خوانند و قابلیت بازی دارد، در این کتاب آمده‌است.
آقایان مدتی در آموزشگاه‌های ارمنیان در قفقاز تدریس می‌کرد. «آموزش زبان مادری» در چهار جلد و «خورشید کوچک» نخستین کتاب‌های او به‌شمار می‌آیند که هزاران کودک ارمنی با آن‌ها زبان مادری خود را آموخته‌اند. مخاطبان آقایان بیشتر کودکان پیش دبستانی هستند. او در داستان‌هایش به زندگی کودکان روستایی، بازی‌های کودکان و طبیعت توجه بسیار کرده‌است. بازتاب این رویکرد را در شعرهای «خروس» و «صبح در روستا» یا داستان‌های «قصه‌های ننه گلناز» و «نوه هایننه گلناز» می‌توان به خوبی دید. آقایان در نوشته‌هایش کوشیده‌است بدون خسته کردن کودکان به آموزش آن‌ها بپردازد. شعرهای زیبای «ماه‌ها و چهار فصل» از زیباترین شعرهای اوست که کودکان ارمنی هنوز هم آن را دوست دارند و با آهنگ می‌خوانند. «دنیای جادویی» از کتاب‌های اوست که در سال ۱۹۰۳ در چاپخانه کلیسای وانک جلفای نو اصفهان برای نوجوانان منتشر شد. این داستان افسانه کهن نبرد نیکی با بدی است که به پیروزی نیکی می‌انجامد. «آناهید» ۱۸۸۱ و «دورک آنگق» ۱۸۸۸ از دیگر آثار این نویسنده هستند.
آقایان کتاب‌هایی نیز به ارمنی ترجمه کرده‌است که از برجسته‌ترین آن‌ها می‌توان از «ماهی طلایی» ۱۸۸۴ اثر آلکساندر پوشکین، «تبر طلایی» ۱۹۱۰ اثر لئون تولستوی و «قصه زمستانی» ۱۹۱۰ نوشته شکسپیر نام برد. با تلاش آقایان نخستین نشریات کودکان و نوجوانان ارمنی به نام‌های آغبیور (چشمه) و هاسکر (خوشه) منتشر شدند. بسیاری از داستان‌ها و شعرهای این دو نشریه به قلم خود او هستند.

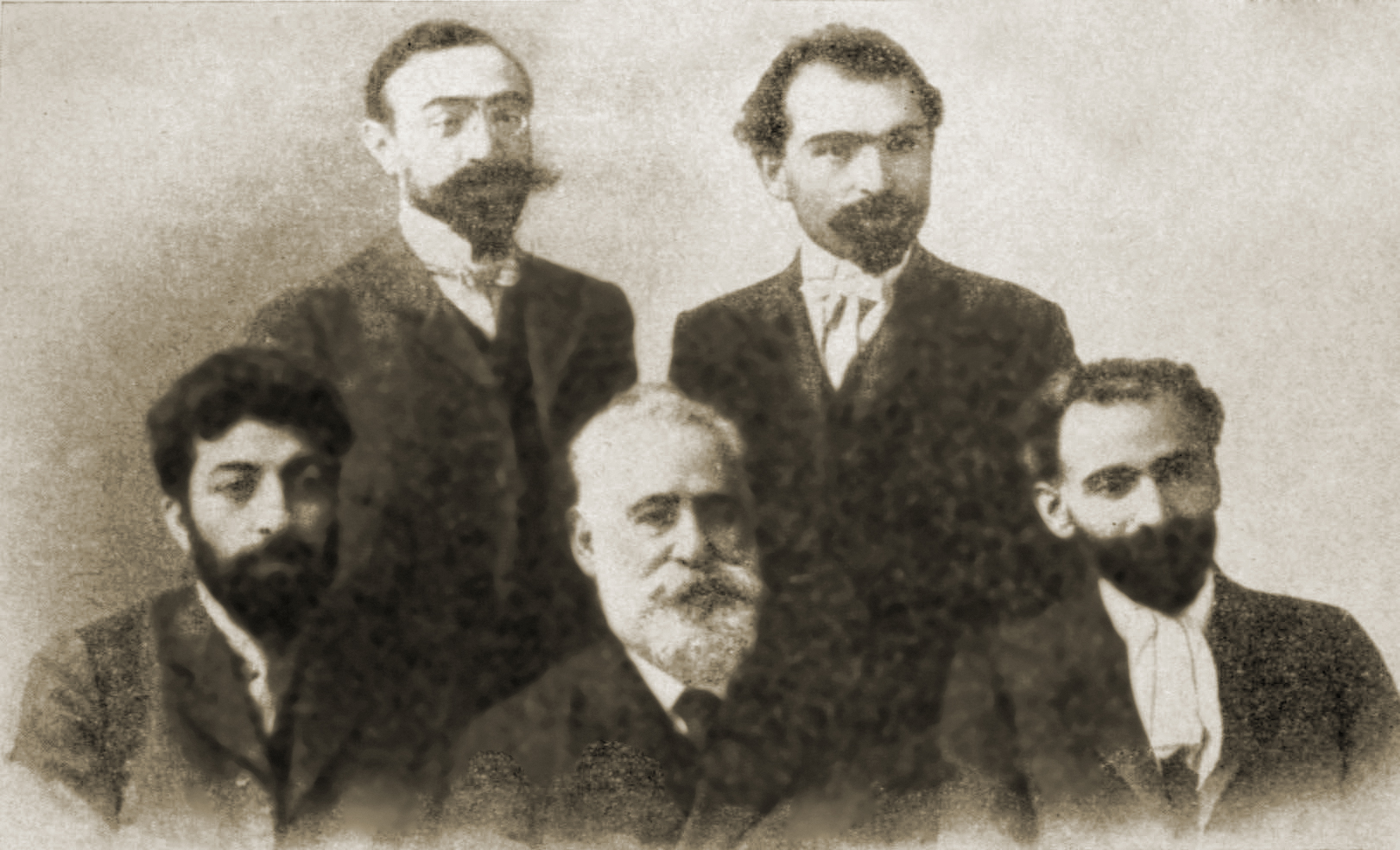
ردیف نشسته:آوتیک ایساهاکیان، قازاروس آقایان، هوانس تومانیان ردیف ایستاده:لوون شانت، درنیک دمیرچیان

پس از رخداد انقلاب سوسیالیستی و بنیان‌گذاری سامانه سوسیالیستی اتحاد جماهیر شوروی که ارمنستان نیز پاره‌ای از آن بود، پیوندهای فرهنگی و دینی میان ایرانیان ارمنی و ارمنستان سست شد. انقلاب اکتبر بر ادبیات ارمنی تأثیر گسترده‌ای گذاشت. پس از انقلاب دستور زبان ارمنی در ارمنستان دگرگون و دستور زبان جدیدی جایگزین آن شد. با نگارش کتاب‌های ارمنی بر پایه این دستور زبان خواندن آن‌ها برای کودکان ارمنی ایران دشوار شد. افزون بر این ترویج میهن‌پرستی، جهان وطنی و اندیشه سوسیالیستی در کتاب‌های کودکان ارمنستان پررنگ شد و ادبیات کلاسیک ارمنی جای خود را به ادبیات نو داد. اگرچه هنوز شمار بزرگی از کتاب‌های کودکان از ارمنستان به ایران می‌آمد، محدود شدن پیوندهای فرهنگی ایرانیان، ارمنی با ارمنستان سبب توجه بیشتر به ادبیات کودکان ارمنی در ایران و بالا بردن چند و چون آن شد. رشد کیفی و کمی نشریه‌های کودکان ارمنی در ایران در سنجش با کتاب‌های کودکان، رشد چشمگیرتری داشتند. اگرچه باید یادآور شد که کتاب‌ها و نشریات چاپ ارمنستان شوروی، همچنان به ایران وارد می‌شدند و هنوز در میان ارمنیان هوادار انقلاب سوسیالیستی خوانندگانی داشتند.
آثار هوانس تومانیان، آتابک خنکویان و قازاروس آقایان که از کتاب‌های محبوب دوران کودکی بسیاری از ارمنیان بودند، همچنان به زندگی خود در میان خانواده‌ها و به ویژه کودکان ارمنی ادامه می‌دهند.

## کتابشناسی

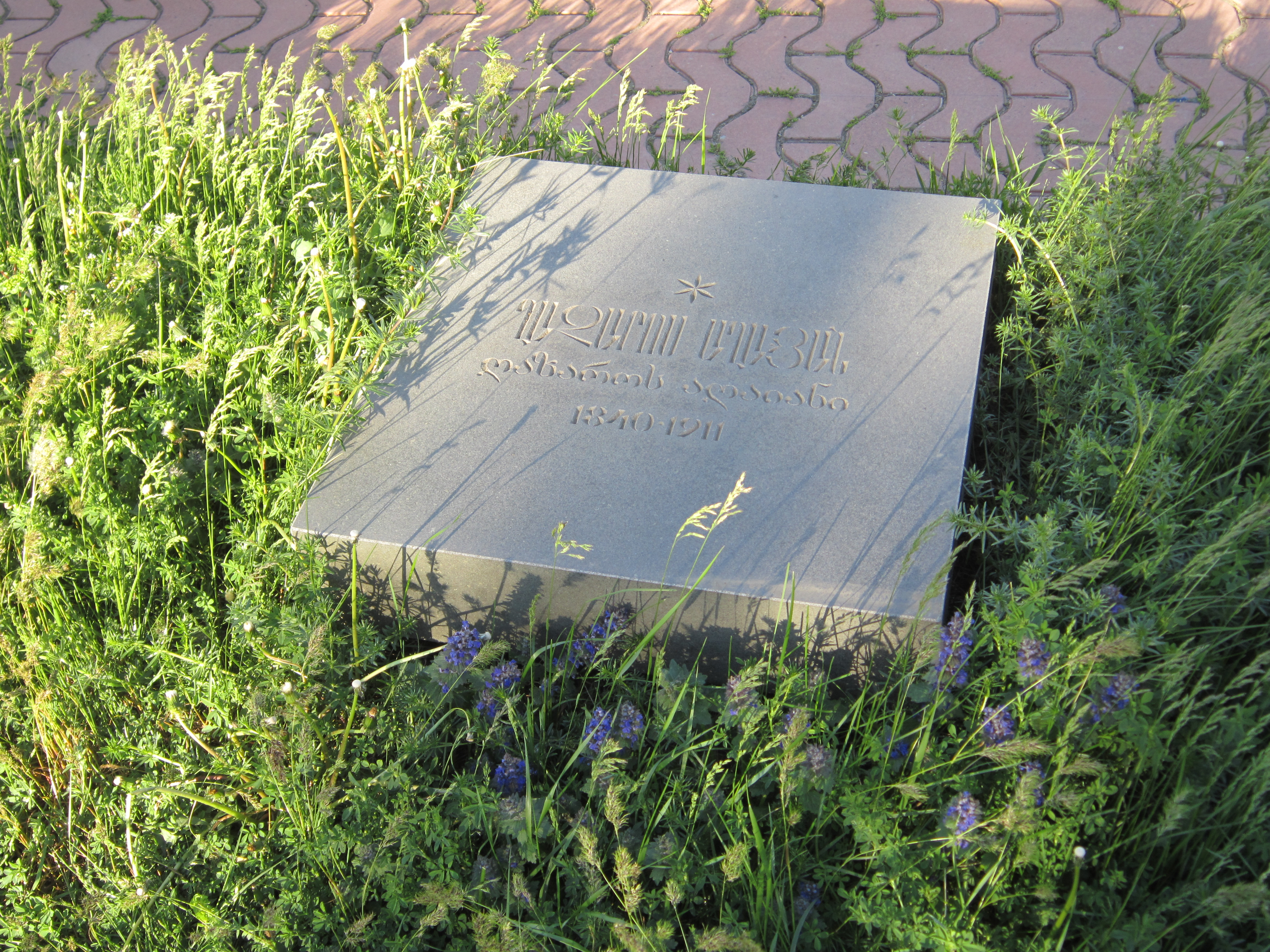

- ۱۸۶۷ - "Arutiun and Manvel" آروتیون و مانوئل (رمان خودزندگی‌نامه ای)
- ۱۸۷۲ - "Two sisters " دو خواهر (رمان اجتماعی)
- ۱۸۸۸ - "Torg-Angeh" (اشعار)
- ۱۸۹۳ - "The Main Events of My Life " (خاطرات)
- ۱۸۸۱ - "Anahit" (fairy tale) آناهید
- ۱۸۸۷ - "Aregnazan" (fairy tale)
- ۱۹۰۴ - "The Fairy Tales of Grandmother Gulnaz"
- ۱۹۰۸ - "Arevik" آرویک (کتاب آموزشی)